# ليفاناتيس
ليفاناتي (Λιβανάται) هي مدينة في فثيوتيس في مقاطعة كينتريكي إلادا في اليونان.